# Nasi (titolo ebraico)
Nāśī’ (ebraico: נָשִׂיא) è un titolo che significa "principe" in ebraico biblico, "presidente" (del Sinedrio) in ebraico mishnahico, o semplicemente "presidente" in ebraico moderno.